# Aardboon
Macrotyloma geocarpum, ook wel bekend als de aardboon, is een kruidachtige, eenjarige plant. Taxonomisch wordt de plant ingedeeld onder de vlinderbloemigen (Fabaceae). De aardboon is nauw verwant met een aantal andere bonen, meer in het bijzonder met Macrotyloma uniflorum. De plant is in sub-Sahara Afrika een voedingsgewas met enig economisch belang, bestand tegen droogte en vochtigheid. De groei van de aardboon is gelijkaardig aan dat van de pinda, waar de vruchten ook ondergronds zitten. De peulen bevatten twee tot drie vruchten.

## Voedingswaarde
Energie: 1457 kJ 

Eiwit: 19,4 g 

Vet: 1,1 g 

Koolhydraten: 66,6 g 

Vezels: 5,5 g 

IJzer: 15 mg 

Calcium: 103 mg 

Fosfor: 392 mg 

Kalium: 332 mg 

Vitamine C: 0,0 mg 

Thiamine: 0,76 mg 

Riboflavine: 0,19 mg 

Niacine: 2,3 mg 

Vormt 500 kg/ha in gedroogd zaad.